# Gare de Cessieu
Gare de Cessieu vasútállomás Franciaországban, Cessieu településen.

## Vasútvonalak
Az állomást az alábbi vasútvonalak érintik:
- Lyon-Perrache-Grenoble-Marseille-vasútvonal

## Kapcsolódó állomások
A vasútállomáshoz az alábbi állomások vannak a legközelebb:
- Gare de Bourgoin-Jallieu (Lyon-Perrache pályaudvar)
- Gare de La Tour-du-Pin (Gare de Marseille-Saint-Charles)